# San Francisco Jaltepetongo
San Francisco Jaltepetongo là một đô thị thuộc bang Oaxaca, México. Năm 2005, dân số của đô thị này là 881 người.